# Anemonoides
Anemonoides (Mill., 1754) è un genere di piante appartenente alla famiglia delle Ranunculaceae, diffuso nell'intero emisfero boreale.
Il nome si rifà al genere Anemone e significa letteralmente "simile ad Anemone".

## Tassonomia
Creato nel 1754 dal botanico scozzese Philip Miller, il genere Anemonoides verrà a lungo considerato dalla maggior parte degli autori come una sezione di Anemone, ossia Anemone sezione Anemonidium (Spach), per essere infine ricostituito per opera del botanico ceco Josef Holub nel 1973.

### Specie

#### Elenco delle specie
Ad oggi, all'interno del genere Anemonoides sono incluse 35 specie:
- Anemonoides altaica (Fisch. ex C.A.Mey.) Holub
- Anemonoides amurensis (Korsh.) Holub
- Anemonoides apennina (L.) Holub
- Anemonoides baldensis (L.) Galasso, Banfi & Soldano
- Anemonoides blanda (Schott & Kotschy) Holub
- Anemonoides caerulea (DC.) Holub
- Anemonoides caucasica (Willd. ex Rupr.) Holub
- Anemonoides davidii (Franch.) Starod.
- Anemonoides debilis (Fisch. ex Turcz.) Holub
- Anemonoides delavayi (Franch.) Holub
- Anemonoides exigua (Maxim.) Starod.
- Anemonoides glabrata (Maxim.) Holub
- Anemonoides grayi (Behr & Kellogg) Starod.
- Anemonoides griffithii (Hook.f. & Thomson) Holub
- Anemonoides jenisseensis (Korsh.) Holub
- Anemonoides juzepczukii (Starod.) Starod.
- Anemonoides × korzhinskyi Saksonov & Rakov
- Anemonoides lancifolia (Pursh) Holub
- Anemonoides × lipsiensis (Beck) Peruzzi & G.Astuti
- Anemonoides minima (DC.) Holub
- Anemonoides nemorosa (L.) Holub
- Anemonoides nikoensis (Maxim.) Holub
- Anemonoides oregana (A.Gray) Holub
- Anemonoides piperi (Rydb.) Holub
- Anemonoides × pittonii (Glow.) Holub
- Anemonoides pseudoaltaica (H.Hara) Holub
- Anemonoides quinquefolia (L.) Holub
- Anemonoides raddeana (Regel) Holub
- Anemonoides ranunculoides (L.) Holub
- Anemonoides reflexa (Stephan ex Willd.) Holub
- Anemonoides sciaphila (Popov) Starod.
- Anemonoides stolonifera (Maxim.) Holub
- Anemonoides sylvestris (L.) Galasso, Banfi & Soldano
- Anemonoides trifolia (L.) Holub
- Anemonoides udensis (Trautv. & C.A.Mey.) Holub
- Anemonoides umbrosa (C.A.Mey.) Holub
- Anemonoides uralensis (Fisch. ex DC.) Holub
- Anemonoides yezoensis (Miyabe) Starod.

#### Specie in Italia
Nel territorio italiano sono presenti 6 specie ed una sottospecie di Anemonoides, diffuse specialmente su Alpi ed Appennini.
- Anemonoides baldensis
- Anemonoides nemorosa
- Anemonoides ranunculoides
- Anemonoides sylvestris
- Anemonoides trifolia
  - Anemonoides trifolia subsp. brevidentata